# Окороков, Александр Матвеевич
Александр Матвеевич Окороков (5 сентября 1880 года — ?) — российский предприниматель, государственный деятель. Занимал руководящие посты в Российском государстве, однако в эмиграции стал сотрудничать с ОГПУ.

## Биография
Александр Матвеевич Окороков родился 5 сентября 1880 года. Он окончил Томскую гимназию и в 1906 году — химическое отделение Томского технологического института, получив звание «инженер-технолог». В течение нескольких последующих лет Окороков служил на руководящих должностях в частных торговых организациях. С 1912 года совместно с рядом единомышленников он учредил в Томской губернии несколько промышленных предприятий по производству дрожжей, сахара, спирта, извести и цемента. Одновременно Александр Матвеевич принимал активное участие в организации таких кооперативных организаций, как Барнаульское общество взаимного кредита, Алтайский союз кооперативов и Алтайский горный союз. Он был избран председателем Совета Алтайского союза кооперативов и до 1918 года являлся его фактическим руководителем.

### После февральской революции
К 1917 года в кооперативной среде Окороков стал заметной фигурой: в начале января 1918 года вторым Всесибирским кооперативным съездом он был делегирован в Сибирскую областную думу от Союза сибирских кооперативных союзов «Закупсбыт». В первой половине марта 1918 года Александр Матвеевич как представитель Алтайского союза кооперативов участвовал в работе VII общего собрания уполномоченных «Закупсбыта», на котором выступал с докладом о его «промышленной» деятельности и был избран в состав ревизионной комиссии «Закупсбыта», набрав по итогам голосования наибольшее количество голосов. Ещё лучше Александр Матвеевич был известен в Барнауле и Новониколаевске, где проходила его основная работа. В Барнауле он являлся владельцем дрожжевинокуренного завода, в обоих городах имел недвижимость. Когда в начале марта 1917 года в Барнауле стало известно об отречении от престола Николая II и на состоявшемся в Народном доме митинге горожан был организован комитет общественного порядка, то его председателем избрали Окорокова. При назначении комиссара Временного правительства по Барнаульскому уезду министерство внутренних дел автоматически остановило свой выбор на Окорокове как председателе комитета общественного порядка.
Работа на обоих должностях была исключительно сложным и трудным делом не только из-за её новизны и кризисной ситуации, в которой находилась вся Россия, но и по причине того, что в Сибири отсутствовали органы земского самоуправления, которые давно имелись в европейской части и после упразднения царской администрации в губерниях и уездах взяли на себя решение многих острых вопросов местной жизни: продовольствия, социального обеспечения, здравоохранения, народного образования, страхования и др. В Барнауле всем этим в спешном порядке пришлось заниматься сначала местному комитету общественного порядка, а затем комиссару и созданной при нём администрации. Весной 1917 года по инициативе томской общественности в уездах губернии началась организация народных собраний, которые должны были играть роль отсутствовавших здесь земских учреждений, а избранные собраниями исполнительные комитеты — уездных управ. Главой Барнаульского уездного народного собрания — председателем его исполнительного комитета — опять-таки был избран Окороков. Тем самым на уровне Барнаульского уезда он сосредоточил в своих руках руководство органами и государственной власти, и общественного самоуправления. К тому времени Александр Матвеевич являлся членом Трудовой Народно-социалистической партии, которая находилась на «правом фланге» социалистической шеренги, благодаря чему воспринималась как умеренная политическая сила, способная играть консолидирующую роль.

17 июня 1917 года Временное правительство приняло два важных решения: оно утвердило Временное положение, в соответствии с которым в Сибири вводились земские учреждения, и постановило разделить Томскую губернию на собственно Томскую и Алтайскую. Чтобы исключить назначения губернским комиссаром неизвестного чиновника, местные общественные деятели решили предложить Министерству внутренних дел своего кандидата на открывшуюся вакансию. С этой целью 22-23 июля в Барнауле они провели совещание представителей городских и уездных исполнительных комитетов, на которое с совещательным голосом были приглашены представители местных Советов и губернского комитета РСДРП. На нем представитель Бийского уездного исполнительного комитета М. К. Зятьков в качестве кандидата на должность губернского комиссара предложил Окорокова. Эта кандидатура была единодушно поддержана представителями других исполнительных комитетов. Окороков дал согласие баллотироваться на должность губернского комиссара, заявив при этом о своей принципиальной позиции:
Работа комиссара, как я ее представляю, должна быть неразрывно связана с местными демократическими организациями и должна опираться на Совет рабочих и солдатских депутатов и органы местного самоуправления. Нужно сплотиться воедино для спасения завоеваний революции. Я буду опираться только на демократические органы, и буду вынужден уйти, если хотя бы один из них выразил мне недоверие». Все 17 участников совещания проголосовали за кандидатуру Окорокова, которая была предложена Министерству внутренних дел и вскоре им утверждена.
На посту губернского комиссара Александр Матвеевич проявил себя как грамотный и принципиальный администратор. Он оперативно и адекватно реагировал на возникавшие проблемы, принимая решения без оглядки на столицу, но обязательно с учётом мнения широкой общественности. Весьма показательно в этом отношении проведенное 20 сентября 1917 года под председательством его помощника Я. В. Плотникова, но с активным участием самого Окорокова совещание по вопросу о самосудах и об агитации, которая велась в губернии против земельных и продовольственных комитетов. На совещание были приглашены представители всех авторитетных общественных организаций и политических партий. На нём Окороков не побоялся заявить о том, что «корень» широкого распространения самосудов он видит как в ошибке центральной власти, когда по телеграмме министра юстиции А. Ф. Керенского получили амнистию многие уголовные преступники, так и позиции местных Советов, которые воспротивились исправлению допущенной ошибки. Принятая совещанием резолюция содержала набор мер, вытекавших из сделанного Окороковым анализа ситуации.
С осени 1917 г. главной опасностью для политической стабильности в губернии стал разгул анархии, порожденный ухудшением экономического, прежде всего — продовольственного, положения части населения и деятельностью левых радикалов. В целях недопущения дезорганизации власти и стабилизации положения Окороков принимал разнообразные меры, направленные на борьбу со спекулянтами, укрепление милиции, мобилизацию общественности, причем не боялся идти на непопулярные меры, вплоть до применения арестов против агитаторов и запрещения разного рода сборищ.
Такую позицию губернского комиссара поддерживали земские и городские самоуправлении, большинство демократических общественных организаций и политических партий. Например, состоявшийся 22-23 сентября съезд представителей земств и городов Алтайской губ. принял резолюцию, в которой потребовал от властей «использовать для подавления возникающих погромных выступлений все имеющиеся в их распоряжении средства»8.
В связи с тревожной информацией о событиях в Петрограде, приведших к свержению Временного правительства, 27 октября в Барнауле было созвано экстренное совещание, в котором приняли участие представители 13 общественных организаций: губернского исполнительного комитета, губернского и уездного земств, городского самоуправления, исполнительного комитета Барнаульского Совета рабочих и солдатских депутатов, демократических организаций и социалистических партий. Оно заслушало объяснения губернского комиссара Окорокова и признало его действия «вполне правильными». Тем не менее для поддержания порядка в губернии, в целях своевременного и правильного производства выборов во Всероссийское Учредительное собрание совещание посчитало необходимым, как и во время корниловского выступления, организовать губернский комитет спасения революции, которому решило передать всю полноту власти в Алтайской губернию. В действительности возглавляемый Окороковым губернский комиссариат не прекращал свою деятельность, а губернский комитет спасения революции только оказывал ему посильную помощь. Но ситуация в Барнауле продолжала ухудшаться. Демократическая общественность Алтайской губернии не признавала большевистский Совнарком, считая, что вопрос о центральной власти является прерогативой Всероссийского Учредительного собрания.
Однако местные большевики, вдохновляемые успехом своих петроградских товарищей, вели себя все более агрессивно. Сначала Барнаульский Совдеп попытался реорганизовать комитет спасения революции, исключив из него представителей земского и городского самоуправления, а также партии народных социалистов. Эта попытка не увенчалась успехом, поскольку общее собрание комитета ответило решительным отказом. Тогда 6 декабря большевики сделали решающий шаг. Руководимый ими исполком Барнаульского Совдепа опубликовал приказ, в котором он отозвал своего представителя из губернского комитета спасения революции, сам комитет объявил распущенным, временной властью провозгласил военно-революционный комитет при Барнаульском Совдепе и ввел в Барнауле военное положение. Тем самым Окороков как губернский комиссар фактически был отстранен от власти.
Деятельность Окорокова и его помощника Плотникова по руководству Алтайским губернским комиссариатом получила высокую оценку со стороны органов земского и городского самоуправления. 17 декабря 1917 г. совещание представителей земств и городов Алтайской губ. специально обсудило вопрос об отношении к губернскому комиссариату в лице Окорокова и Плотникова и вынесло такое постановление: «Полагая, что комиссариат Алтайской губернии, избранный представителями земств и городов, в своих действиях опирался на доверие населения губернии, руководствуясь лишь интересами последнего, и в деятельности своей решительно никаких поводов к обвинениям в каких-либо злоупотреблениях этим доверием не дал, совещание протестует против насильственного захвата управления комиссариатом группой, именующей себя военно-революционным комитетом, и выражает А. М. Окорокову и В. Я. Плотникову свое сочувствие».
Принципиально иначе повели себя большевики, крайне недовольные тем, что Окороков не признал советскую власть. По обвинению в финансовых злоупотреблениях он был арестован и на две недели заключен в Барнаульскую тюрьму. Опасаясь дальнейших преследований, Александр Матвеевич сначала уехал в Новониколаевск, а затем весной 1918 г. перебрался на Дальний Восток.

### Белое движение
Член Сибирской областной Думы от II Всесибирского кооперативного съезда в период январской сессии 1918 года. 
В конце мая 1918 г. в Сибири началось антибольшевистское выступление Чехословацкого корпуса, поддержанное местными вооруженными формированиями Временного Сибирского правительства. 14 июня 1918 г. был освобожден от большевиков Барнаул. Через три дня в управление Алтайской губ. вступил комиссариат, назначенный уполномоченными Временного Сибирского правительства14.

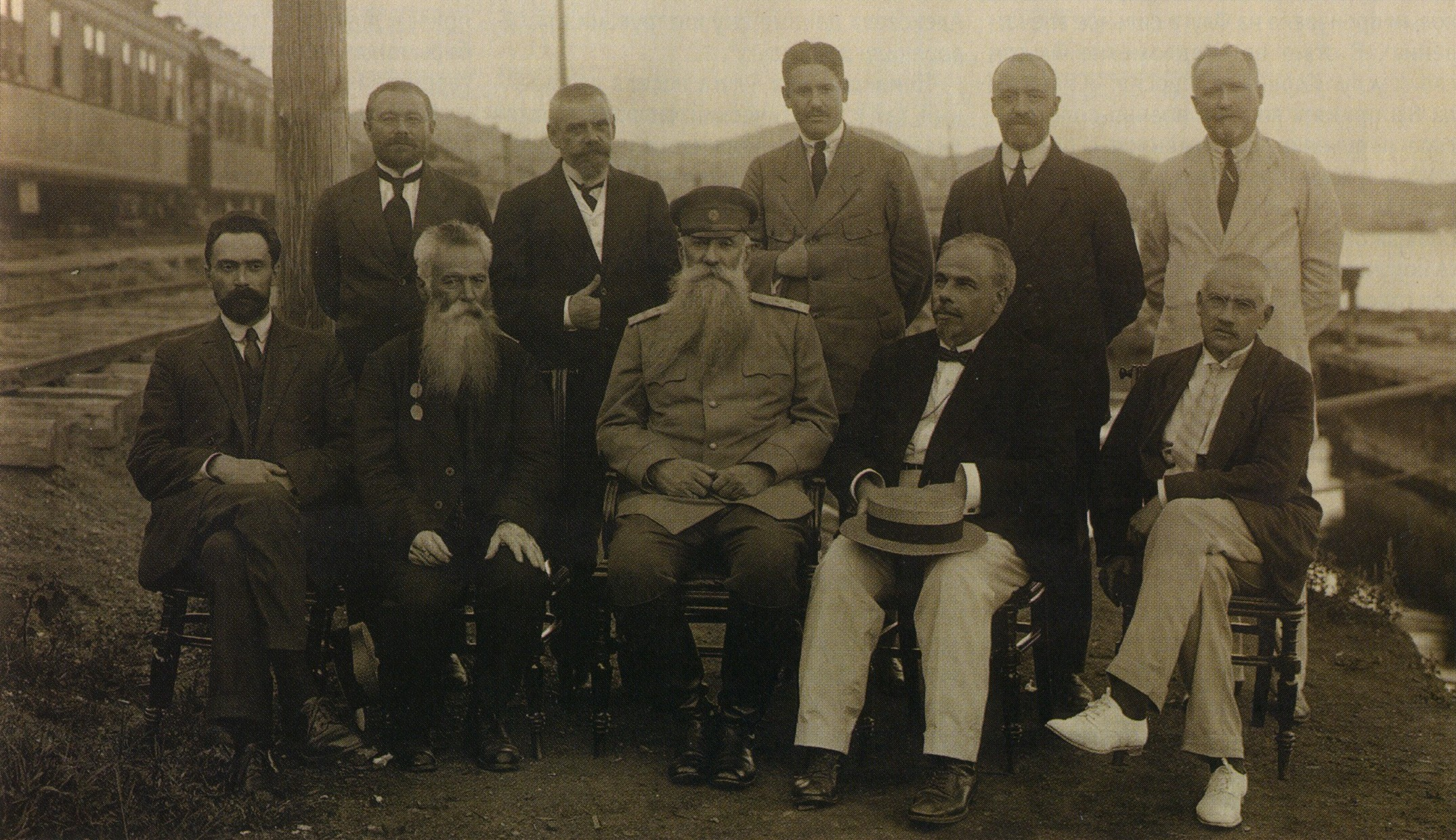
А. М. Окороков (стоит по центру) в правительстве генерала Хорвата (Владивосток, 1918 год)

Демократическая общественность Барнаула была явно недовольна тем, что губернский комиссариат был назначен сверху, без учёта её мнения. Судя по всему, большинство членов губернского комиссариата было согласно с такой постановкой вопроса. Во всяком случае 3 июля 1918 г. от имени губернского комиссариата во все земские и городские самоуправления Алтайской губ. была направлена телеграмма о необходимости прислать своих представителей на специальное совещание по выдвижению кандидатов на пост губернского комиссара и его помощника.
6 июля 1918 г. в Барнауле открылось чрезвычайное губернское земское собрание. В ряду других оно рассмотрело и вопрос о кандидатах на должность губернского комиссара и его помощника. Участники собрания были ознакомлены с постановлением совещания представителей земств и городов Алтайской губернии от 17 декабря 1917 г. Представитель Славгородского уезда депутат Всероссийского Учредительного собрания А. А. Девизоров внёс предложение «призвать к исполнению обязанностей губернского комиссара Окорокова и его помощника Плотникова, так как обязанностей этих с них никто не снимал, а они были устранены Советской властью». Большинство участников собрания поддержало это предложение. Такое коллективное мнение является ещё одним свидетельством того, что Окороков в качестве комиссара Алтайской губернии был на своём месте.

### В эмиграции
В 1920 эмигрировал в Японию. В 1923 был редактором-издателем выходившего в Токио на русском языке журнала «Экономический вестник».
Затем переехал в Париж, где сотрудничал с НКВД.